# Johan Edman
Johan Edman (29 mars 1875 - 19 août 1927) fut un ancien tireur à la corde suédois. Il a participé aux Jeux olympiques de 1912 avec l'équipe de la Police de Stockholm de tir à la corde et remporta la médaille d'or.